# 사세보 해군공창

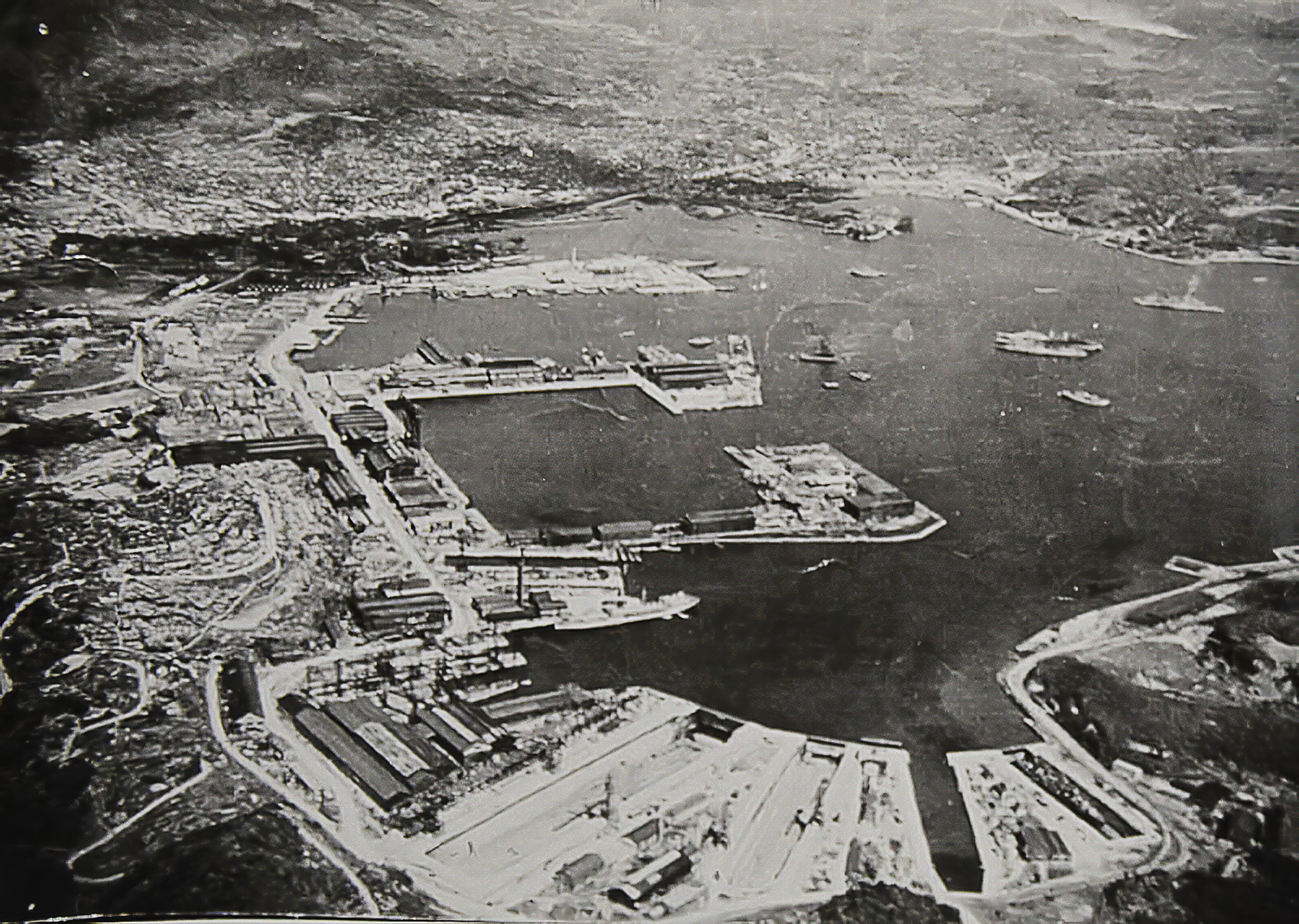
사세보 해군 공창

사세보 해군 공창(일본어: 佐世保海軍工廠)은 나가사키현 사세보시에 있었던 일본의 해군 조선소였다.

## 개요

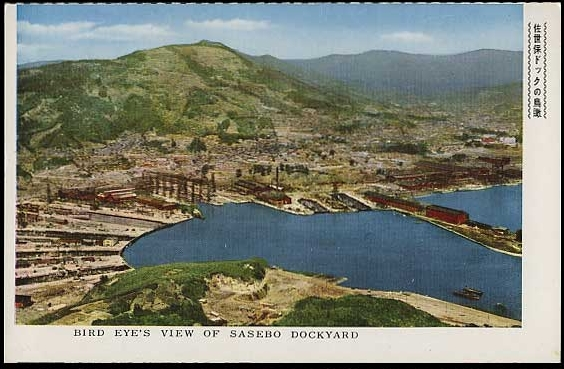
1930년대 사세보 해군 공창 기념카드

사세보를 군항으로 정비하기로 결정한 것은 구레의 결정과 같은 해인 1886년이었다. 그 3년 후에는 사세보 진수부를 개설했고, 같은 해 ‘사세보 조선부’를 설치했다. 그 후 ‘조선부’를 조직 개편하여 사세보 해군 공창이 되었다. 다이쇼 시대에는 현재에도 사용되고 있는 250톤 크레인과 대형 계류 연못이 완성되었다. 1941년에는 야마토급 전함을 독에 넣어 정비가 가능한 제7부두가 완성되었다. 그러나 정작 여기에 야마토급 전함이 입거한 것은 무사시가 처음이자 마지막이었다. 이 독은 전후에 거대한 유조선 건조 등으로 활용되게 되었다. 패전까지 도크 7기(그러나 제2도크는 계류지 건설을 위해 철거) 선대 3기를 건설했다.
사세보 공창은 주로 함선의 수리와 보급 기지로 발전했다. 건조는 경순양함 위주로 많이 만들어져 제작의 주도적인 역할을 했다. 나머지는 구축함 이하의 작은 보조함정(예 : 공작함 ‘아카시’ 등) 건조가 중심이었다. 또한 항공모함 ‘아카기’, '카가’의 근대화 개장 공사를 맡는 등 의장 공사와 리노베이션 공사를 많이 한 것도 특징이다. 용접 기술 전문가였던 후쿠다 이사오 기술 중장은 퇴역 직전의 어뢰정 ‘아오타카’(蒼鷹)와 ‘감’(雁)이 추돌하여 손상된 것을 계기로 해군 최초의 전기 용접 수리를 사세보 공창에서 시도했다.
마이즈루 해군 조선소가 워싱턴 해군 군축 조약으로 ‘공작부’로 축소된 시기, 각종 구축함의 프로토타입을 다수 건설했다. 또한, 요코스카에 이어 사세보 해군 항공대가 설치되었기 때문에, 항공기를 수리하는 항공기부가 추가되었다. 태평양 전쟁을 앞두고 항공기부를 확장하기 위해 히우에 제21 공창을 건설했지만, 지반 침하가 심해 조업을 할 수 있는 상태가 아니었기 때문에 급히 오무라시로 이전했다.

## 연혁
- 1886년 - 사세보 진수부 설치를 결정.
- 1889년 - 사세보 진수부 설치, 같은 해 ‘사세보 조선부’ 설치.
- 1897년 - ‘사세보 조선창’이 된다.
- 1903년 - ‘사세보 해군 공창’이 된다.
- 1913년 - 250톤 크레인 완성.
- 1916년 - 대 계류 연못 완성.
- 1941년 - 제7부두 완성 (야마토급 전함의 유지, 보수, 수리, 건조).

## 같이 보기
- 구레 해군 공창
- 요코스카 해군 공창
- 마이즈루 해군 공창
- 히로 해군 공창